# Peter Schöffer
Peter Schöffer (Gernsheim, c. 1425-Maguncia, 1502) fue un impresor alemán. Colaborador de Johannes Gutenberg, posteriormente puso una imprenta en Maguncia con Johann Fust. Ideó la regleta y las notas marginales y, por primera vez, imprimió en color los títulos. Se le debe la impresión de la «Biblia de 42 líneas» (1462).

## Formación
Peter Schöffer se formó intelectualmente en la Universidad de París y desarrolló su madurez profesional en Lyon, uno de los centros europeos de la industria bibliográfica del siglo XV. Como calígrafo de profesión tenía conocimientos profundos sobre geometría y sobre los sistemas de proporciones pitagóricos, materias sobre las que se suponía un conocimiento profundo sobre “el arte de escribir” y la morfología de las letras caligráficas.

## La imprenta
El proyecto de la imprenta moderna se basó en tres pilares: Johann Fust, comerciante burgués que financió la idea, Johannes Gutenberg, orfebre que tuvo la idea y que realizó la parte mecánica, y Peter Schöffer, calígrafo de profesión contratado para hacer gráficamente posible esta idea.

## El diseño proyectado por Schöffer
Schöffer resolvió la técnica de los tipos movibles, ya que encontró la regla fundamental de la tipografía, según la cual la combinación de los caracteres móviles no se basa en las formas alfabéticas, sino en un sistema de proporciones espaciales que permiten su intercambiabilidad.
En consecuencia, eligió para ello trabajar con una tipografía gótica textura, por el mero hecho de que se adecuaba perfectamente a la posibilidad de control proporcional del espacio gráfico, a pesar de que era una letra que había caído en desuso. Es decir, con esta tipografía resolvía el problema inicial de la armonía espacial para la combinatoria de tipos.
Otra razón para elegir esta tipografía fue la gran economía de medios que representa, ya que al tratarse de una letra absolutamente regular, los grafismos y contragrafismos seguían el mismo régimen modular, lo que la hacía idónea para economizar y racionalizar el sistema tipográfico. Un ejemplo de ello son los contragrafismos internos de m, n y u que son idénticos al grafismo. Esto quiere decir que con el mismo punzón de la n, invirtiéndolo, se podría obtener una u.

## Contribución de Schöffer
Por su formación, Schöffer tenía el perfil idóneo para articular una propuesta de modulación del plano gráfico. En consecuencia, su gran aportación fue el establecimiento del sistema de relaciones armónicas entre piezas modulares tipográficas y gráficas que serían capaces de aplicarse a cualquier forma alfabética o gráfica. Schöffer fue el responsable de uno de los primeros proyectos de diseño gráfico de la historia.